# Lakes Entrance
Lakes Entrance ist ein Urlaubsort und Fischereihafen im östlichen Gippsland im australischen Bundesstaat Victoria. Er liegt etwa 320 km östlich von Melbourne an einem künstlichen Kanal, der die Gippsland-Seen mit der Bass-Straße verbindet. Bei der Volkszählung 2016 wurden 6071 Einwohner gezählt.
Die Siedlung hieß ursprünglich Cunningham; das erste Postamt dieses Namens wurde am 5. Februar 1870 eröffnet.

## Beschreibung
Lakes Entrance, das fast auf Seehöhe liegt, erreicht man von Melbourne über Bairnsdale und den Ort Kalimna im Nordwesten auf dem Princes Highway, der sich um Jemmy’s Point, eine Landzunge in den Gippsland-Seen, herumschlängelt. Von dieser Landzunge aus kann man spektakuläre Ausblicke auf den Kanal The Entrance und die Seen genießen. Der Princes Highway verlässt das Stadtgebiet in Richtung Nordosten und führt über Nowa Nowa nach Orbost.
Lakes Entrance ist hauptsächlich ein Fischereihafen und Touristenort, der Strand vor der Stadt ist ein sicherer Hort für die professionelle Fischerei und den Freizeit-Wassersport. Der Surfstrand wird von November bis März vom Lakes Entrance Surf Live Saving Club (SLSC) überwacht, die Bademeister patrouillieren von Ende Dezember bis Ende Januar. Auf der Seeseite gibt es viele Restaurants, Geschäfte und Campingplätze. Die meisten Wohngebiete liegen weiter landeinwärts.
Der Ort ist sehr beliebt bei Campern, die sich in den Campingparks oder im Colquhoun State Forrest niederlassen.
Die nächsten größeren Städte sind Bairnsdale (35 km westlich) und Orbost (66 km östlich).

## Sport
Die Stadt hat ein Footballteam, das in der East Gippsland Football League spielt.
Es gibt auch einen Hockey-Club, der in der East Gippsland Hockey Association spielt, allerdings noch den Namen seines früheren Sitzes, Swan Reach trägt.
Die Golfer spielen auf dem Platz des Lakes Entrance Golf Club an der Golf Links Road.
Lakes Entrance bietet auch Zugang zu einigen der besten Fischgründe in Victoria.

## Bekannte Einwohner
- Sally Chatfield, Finalistin der australischen Ausgabe von X-Factor 2010

## Galeriebilder

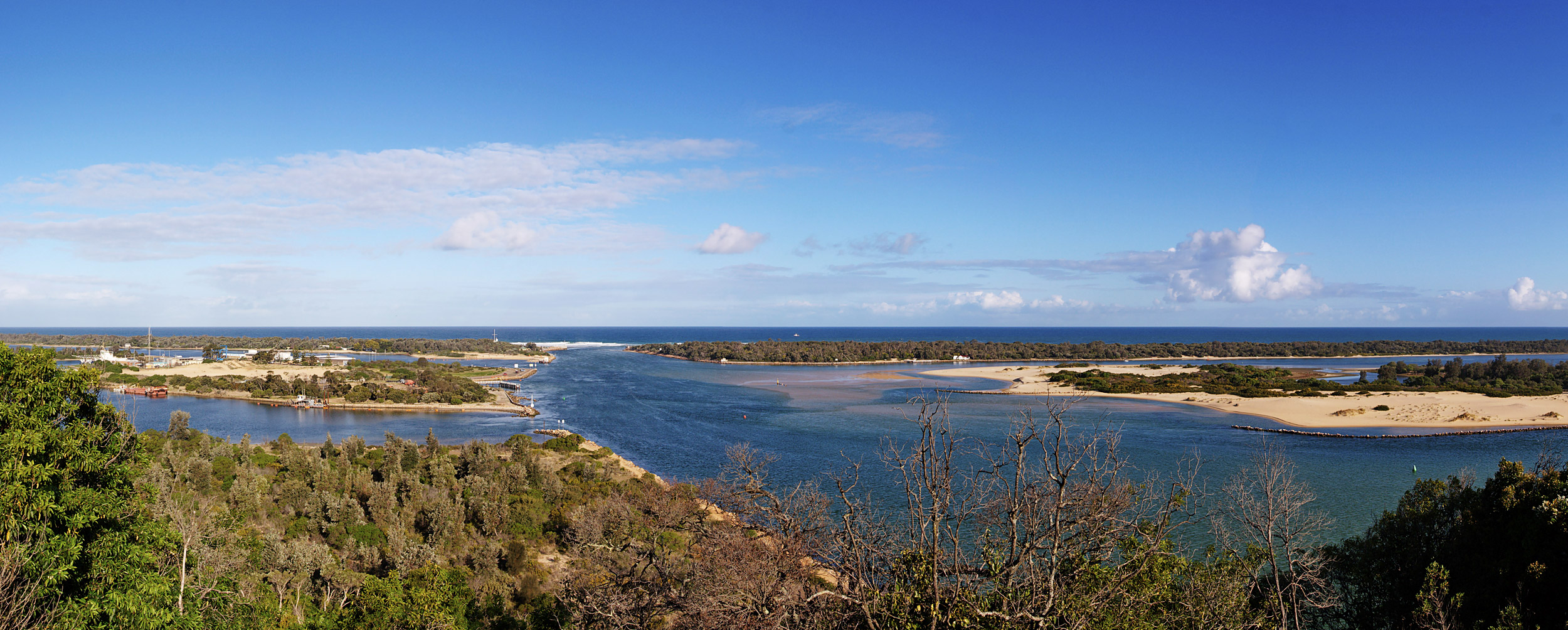
In der Umgebung von Lakes Entrance befinden sich Strände und Seen

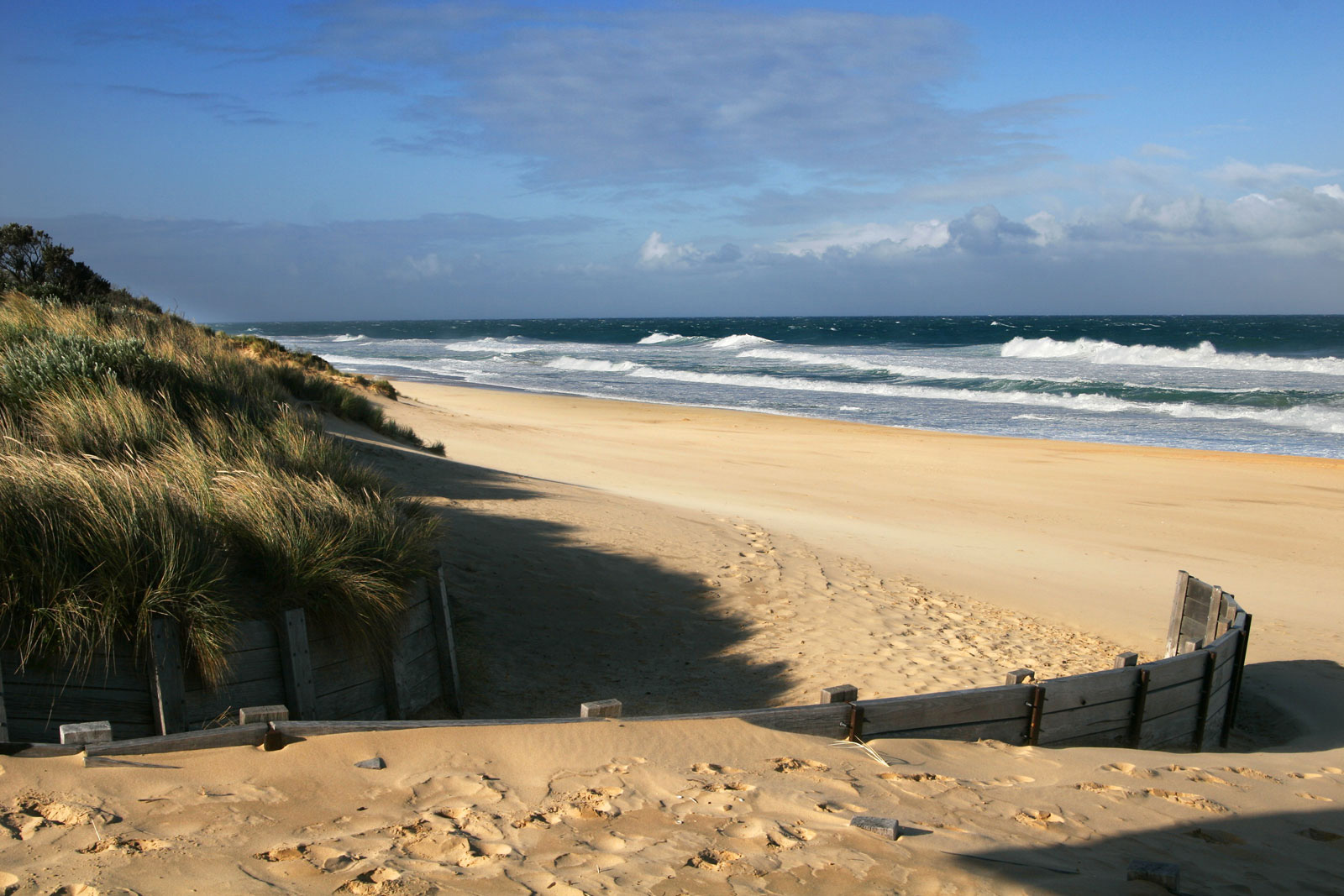
Ninety Mile Beach
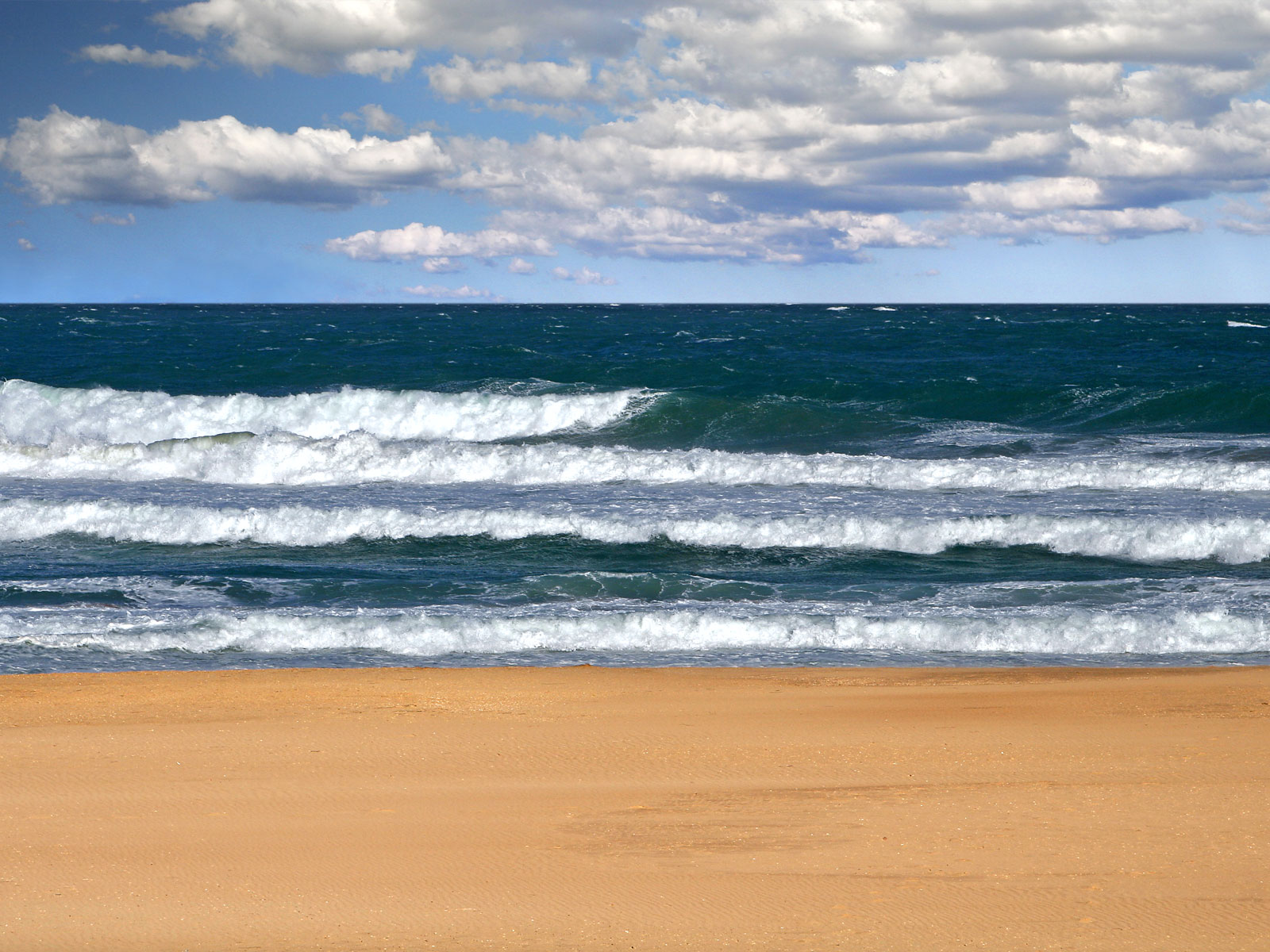
Ninety Mile Beach
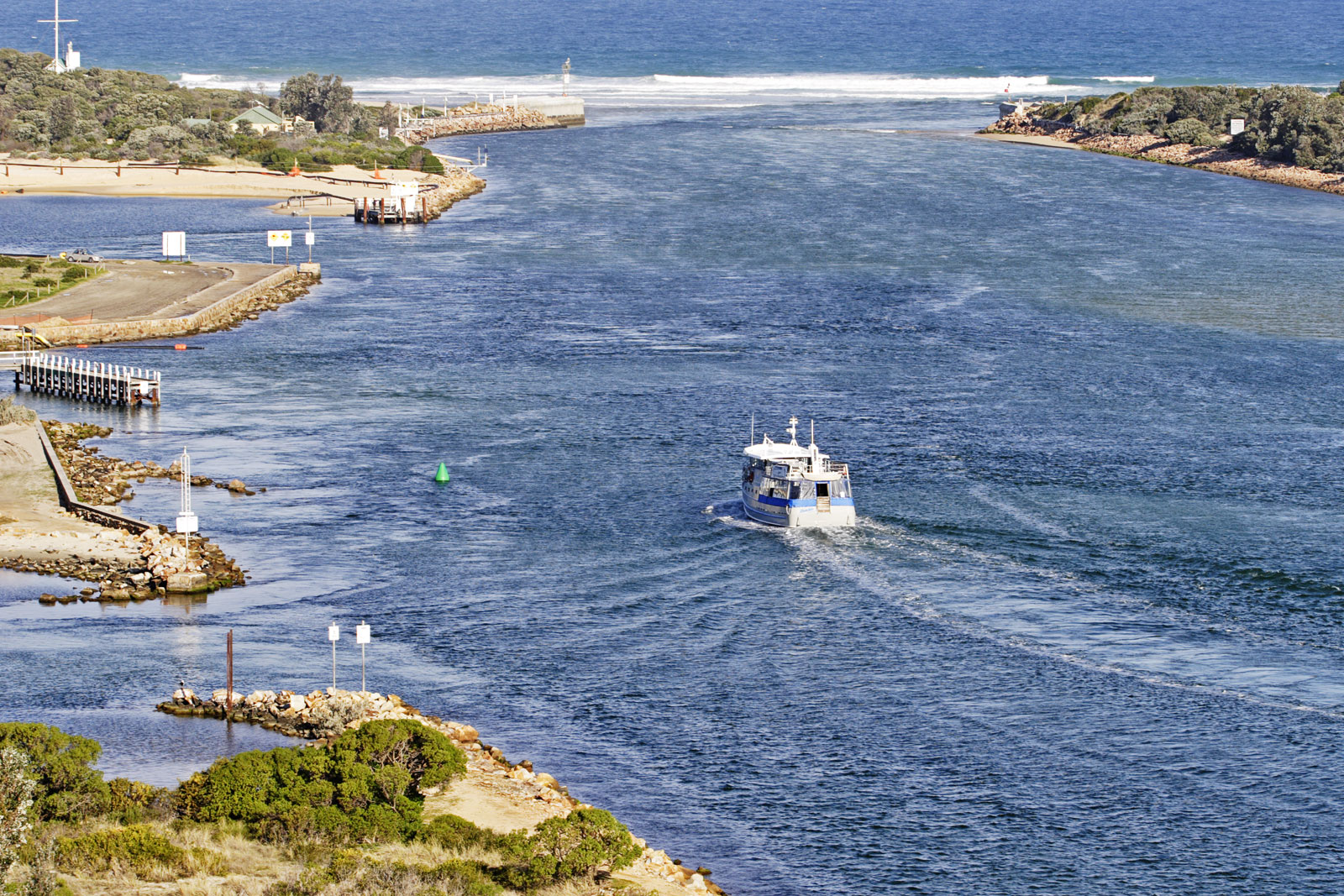
The Entrance – die Einfahrt zu den Gippsland-Seen bei Lakes Entrance
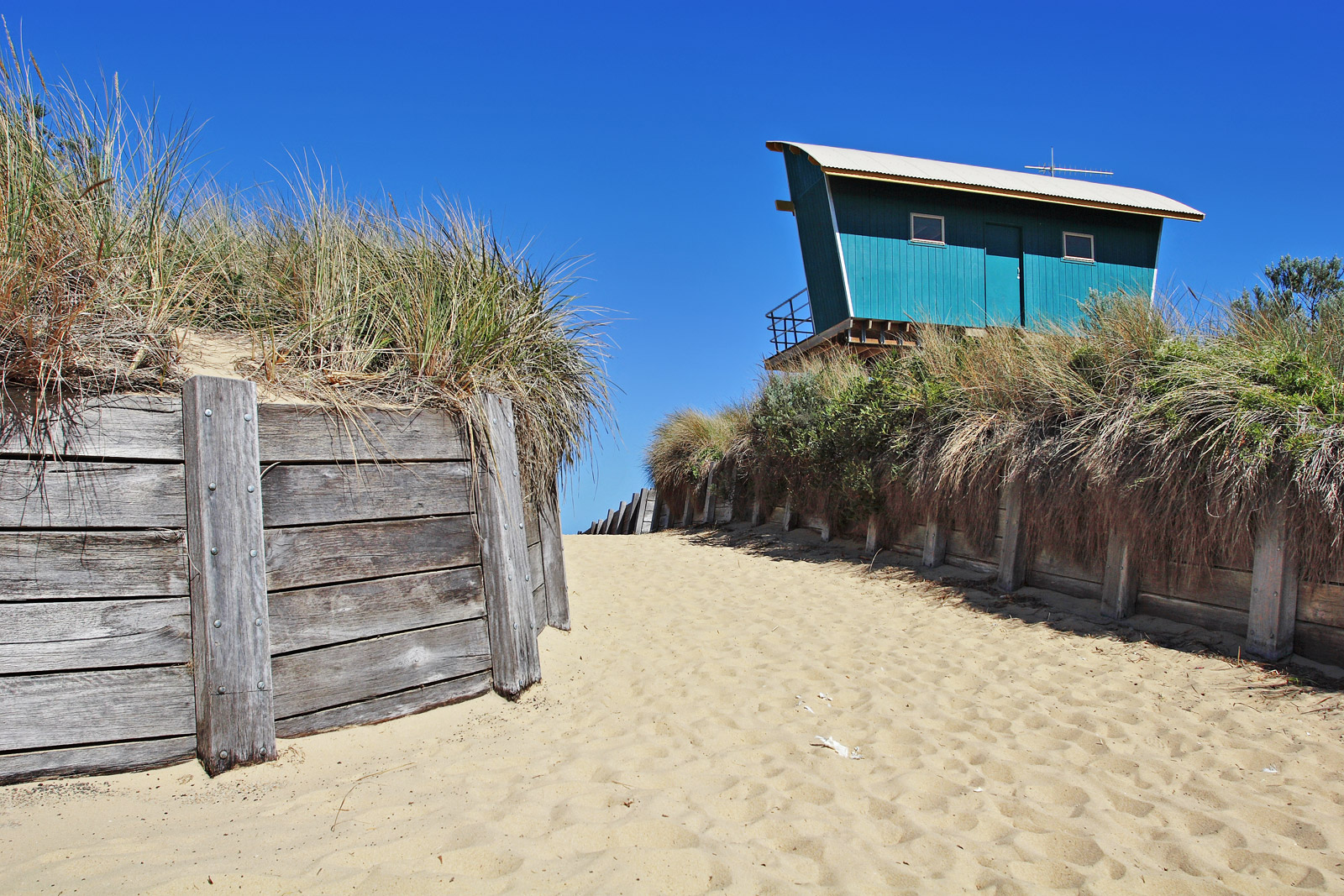
Der Wachturm des SLSC von Lakes Entrance auf dem Surfstrand